# سيدني كيركباي
سيدني كيركباي (بالإنجليزية: Sydney L. Kirkby)‏ هو عالم أسترالي، ولد في 1933 في أستراليا.